# Gerard de Kruijff
Gerard Pieter de Kruijff, född 27 januari 1890 i Buren, död 16 oktober 1968 i Deventer, var en nederländsk ryttare.
Han blev olympisk mästare i lagfälttävlan vid sommarspelen 1924 i Paris och sommarspelen 1928 i Amsterdam.